# Bioclaustração

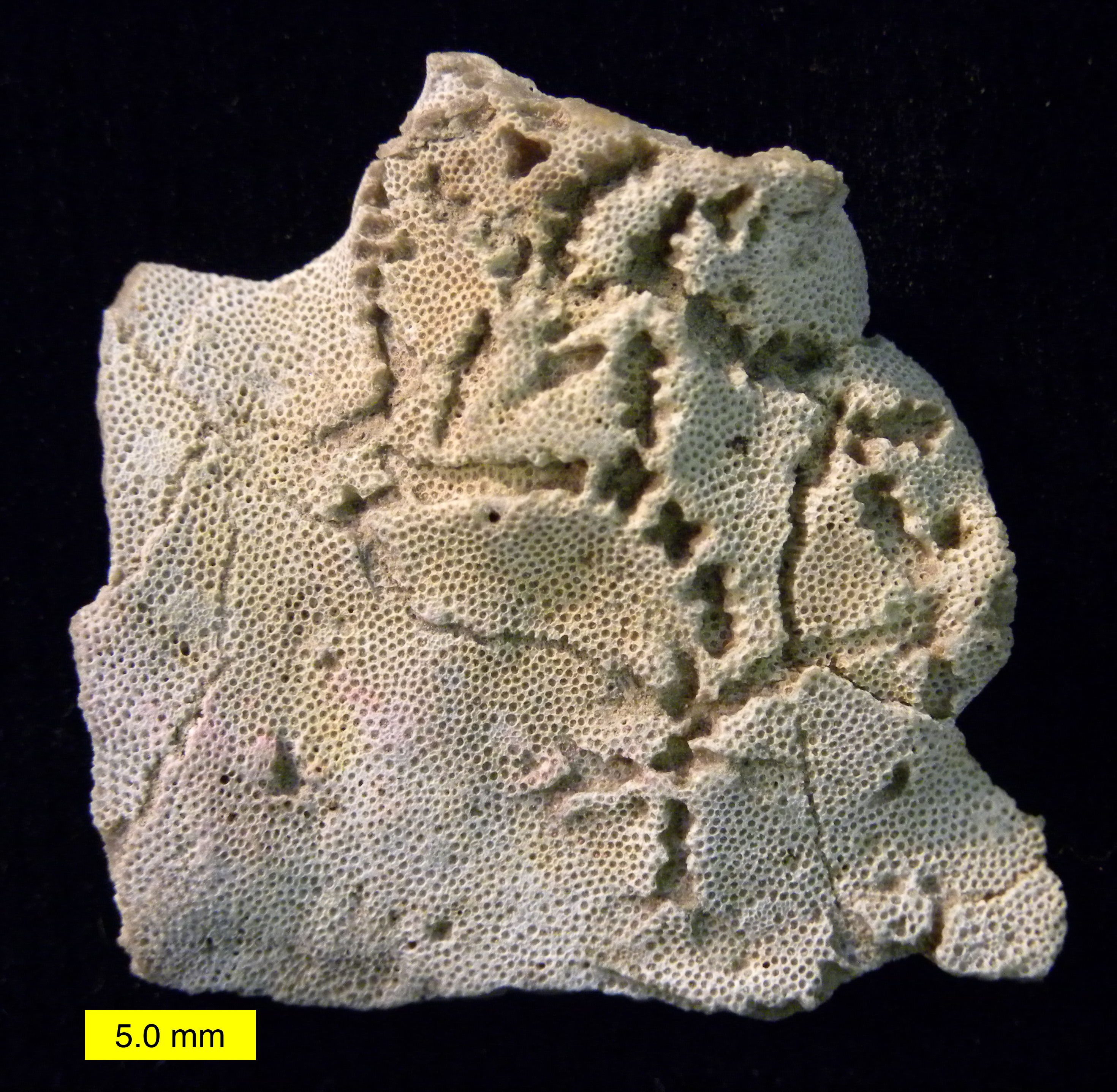
Os buracos em formato de estrela (Catellocaula vallata) neste briozoário do período Ordoviciano Superior demonstram um organismo de corpo mole preservado por bioclaustração no esqueleto do briozoário. (Ver Palmer e Wilson, 1988)

A bioclaustração é um fenômeno que ocorre quando um organismo (geralmente de corpo mole) é incorporado, e ora fossilizado, em um substrato vivo (ou seja, o esqueleto de outro organismo); significa literalmente "biologicamente murado".  No caso de simbiose, a incorporação não é completa, e ambos os organismos permanecem vivos (Palmer e Wilson, 1988).